# Verishen
Verishen (en arménien Վերիշեն) est une communauté rurale du marz de Syunik en Arménie. En 2008, elle compte 2 509 habitants.